# باب گری (بازیکن فوتبال، زاده ۱۹۲۳)
باب گری (انگلیسی: Bob Gray؛ زادهٔ ۱۴ دسامبر ۱۹۲۳) بازیکن فوتبال اهل بریتانیا است.
از باشگاه‌هایی که در آن بازی کرده‌است می‌توان به باشگاه فوتبال اشینگتون و باشگاه فوتبال گیتزهد اشاره کرد.